# Martin Rettl
Martin Rettl, né le 25 novembre 1973 à Innsbruck, est un skeletoneur autrichien. Il fut champion du monde en 2001 sur la piste de Calgary devant le canadien Jeff Pain et gagna l'année suivante une médaille d'argent aux Jeux olympiques de 2002 à Salt Lake City (États-Unis)

## Palmarès

### Jeux olympiques d'hiver
- Jeux olympiques de 2002 à Salt Lake City (États-Unis) :
  -  Médaille d'argent.

### Championnats du monde
- Médaille d'or : en 2001.

### Coupe du monde
- Meilleur classement au général : 3e en 2002.
- 5 podiums : 4 deuxièmes places et 1 troisième place.